# Província de Saxònia
La Província de Saxònia (en alemany Provinz Sachsen) va ser una província del regne de Prússia i de l'Estat Lliure de Prússia des del 1816 fins al 1944.

## Història
La província va ser creada el 1816 amb els següents territoris:
- L'antic Ducat de Magdeburg i el principat de Halberstadt, que havien format part del regne de Westfàlia de 1807-1813.
- Parts del Marcgraviat de Brandenburg que estaven situats al marge occidental del riu Elba, com ara Altmark.
- Territori guanyat al regne de Saxònia després de la batalla de Leipzig el 1813: les poblacions i els territoris circumdants Wittenberg, Merseburg, Naumburg, Mansfeld, Querfurt i Henneberg.
- Territoris donats a Prússia després del Reichsdeputationshauptschluss: terres al voltant d'Erfurt (anteriorment directament subordinades a l'emperador francès com el Principat d'Erfurt), el Eichsfeld (anteriorment propietat de l'arquebisbat de Magúncia) i les anteriors ciutats imperials de Mühlhausen i Nordhausen.

La província de Saxònia era una de les més riques regions de Prússia amb una agricultura i indústria altament desenvolupades. El 1932 la província va ser engrandida amb l'addició de la regió al voltant d'Ilfeld i Elbingerode, que havia estat prèviament part de la província de Hannover.
L'1 de juliol de 1944, la província de Saxònia va ser dividida segons les línia de les seves tres regions administratives. El Regierungsbezirk d'Erfurt va ser fusionat amb l'antic senyoriu de Schmalkalden de la província de Hessen-Nassau i unit a l'estat de Turíngia. El Regierungsbezirk de Magdeburg es va convertir a la província de Magdeburg, i el Regierungsbezirk de Merseburg es va convertir a la província de Halle-Merseburg.
El 1945, l'administració militar soviètica va unir Magdeburg i Halle-Merseburg amb l'estat d'Anhalt a la nova província de Saxònia-Anhalt, amb Halle com la seva capital. La part més oriental del districte de Blankenburg, exclavament de Brunswick i l'exclavament d'Allstedt que pertanyia a Turíngia també van ser afegits a Saxònia-Anhalt. El 1947, Saxònia-Anhalt es va convertir en estat.
Turíngia i Saxònia-Anhalt van ser abolits el 1952, però van ser recreats després de la reunificació d'Alemanya el 1990, amb alguns lleugers canvis en les seves fronteres, com moderns estats d'Alemanya. Els territoris de Torgau, que eren part de Saxònia-Anhalt entre 1945 i 1952, van ser transferits a Saxònia.